# Alan Barnard
Alan J. Barnard (ur. 22 lutego 1949) – amerykański antropolog i etnograf. Jego dorobek obejmuje prace z zakresu antropologii społecznej i afrykanistyki, poświęcone m.in. ludom Khoisan. Sporządził także opis lingwistyczny afrykańskiego języka nharo.
Kształcił się na George Washington University (bakalaureat 1971) oraz na McMaster University (magisterium 1972). Doktorat uzyskał w 1976 r. na Uniwersytecie Londyńskim. Od 2010 r. członek British Academy.

## Wybrane publikacje
- Bushmen. British Museum Press, London 1978, ISBN 0-7141-0092-7.
- A Nharo wordlist with notes on grammar. University of Natal, Durban 1985, ISBN 0-86980-437-5.
- Research practices in the study of kinship. Academic Press, London 1987, ISBN 0-12-078980-9.
- Hunters and Herders of Southern Africa: A Comparative Ethnography of the Khoisan peoples. Cambridge University Press, Cambridge 1992, ISBN 0-521-41188-2.
- Kalahari Bushmen. Wayland, Hove 1993, ISBN 0-7502-0877-5.
- Social Anthropology: Investigating Human Social Life. Studymates, Abergele 2006, ISBN 1-84285-084-9.
- Genesis of Symbolic Thought. Cambridge University Press, Cambridge 2012, ISBN 978-1-10-702569-1.